# Camptocladius formosanus
Camptocladius formosanus är en tvåvingeart som först beskrevs av Jean-Jacques Kieffer 1922.  Camptocladius formosanus ingår i släktet Camptocladius och familjen fjädermyggor.
Artens utbredningsområde är Taiwan. Inga underarter finns listade i Catalogue of Life.